# 原口一博
原口一博（1959年7月2日—） ，日本政治家，日本眾議院議員（7期）。
總務大臣（第12-13代）、内閣府特命担当大臣（地域主權推進擔當）、佐賀縣議會議員（2期）。
患有成骨不全症。

## 経歴
- 1959年7月出生。
- 1983年3月，東京大學文學部心理學科畢業。
- 1987年，佐賀縣議會議員。
- 1996年，眾議院議員。
- 2009年9月，鳩山由紀夫內閣的總務大臣兼内閣府特命擔當大臣（地域主權推進擔當）。
- 2012年12月，在民主黨的「次的内阁」中，總務大臣兼地域主權改革擔當大臣。
- 2017年，民進黨副代表。
- 2018年，国民民主党代表代行。
- 2018年9月，国民民主党国会对策委员長。

1. ↑  原口一博元総務相、骨の遺伝性難病とツイッターなどで公表骨形成不全症か （页面存档备份，存于）産経ニュース2016年12月12日